# 米特爾河
52°12′32.11″N 8°46′41.56″E / 52.2089194°N 8.7782111°E

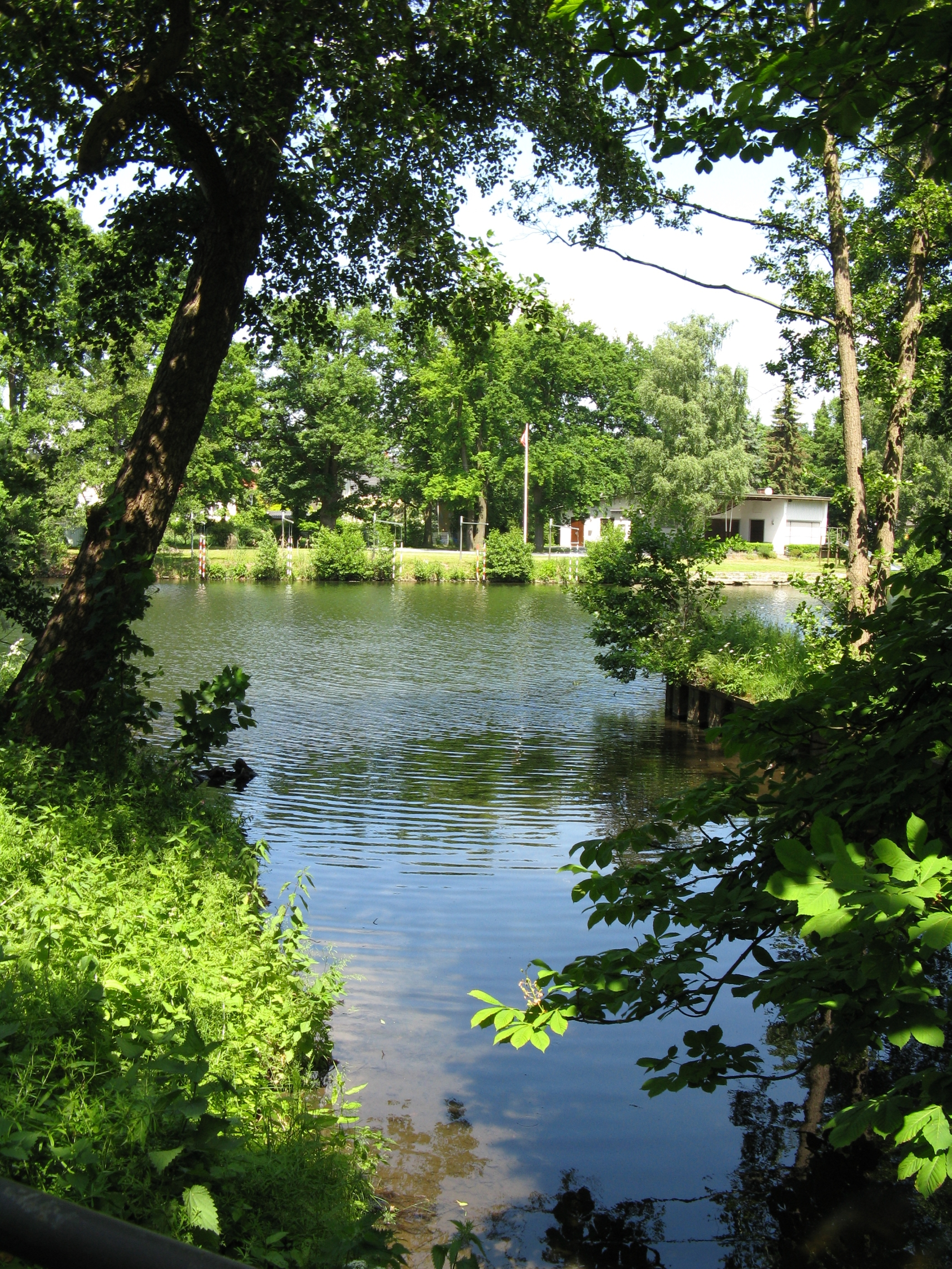
米特爾巴赫河

米特爾河（德語：Mittelbach），是德國的河流，位於該國西部，處於北萊茵-威斯特法倫州，屬於韋勒河的右支流，河道全長8.2公里，流域面積13.7平方公里。